# Petunia
Petunia is de botanische naam van een geslacht van planten uit de nachtschadefamilie (Solanaceae). 
Veel van de in tuinen voorkomende petuniasoorten zijn hybriden. Het geslacht is nauw verwant aan Nicotiana; de naam zou zelfs van het Braziliaanse woord petun (=tabak) zijn afgeleid. Er is ook een meerjarige plant gekweekt als eenjarige.
De eerste Petunia kwam in 1823 naar Europa. De witbloemige Petunia axillaris was de eerste; later werd de Argentijnse, violette tot karmijnrood bloeiende Petunia violacea ingevoerd. Deze twee soorten vormden de basis voor talloze hybriden.
Er is geen overeenstemming over wat er al dan niet tot het geslacht hoort: volgens sommigen alleen deze twee soorten plus de hybride. Andere botanici plaatsen hier veel meer soorten, zelfs als de planten die anders het geslacht Calibrachoa vormen buiten beschouwing gelaten worden.
Kwekers, eerst in Engeland, maar sinds lang ook in Frankrijk, België, Duitsland, Zwitserland en Japan, brengen zeer regelmatig nieuwe rassen op de markt. Deze gekweekte rassen zijn zomerbloeiers in de tuin, waarbij de bloeiperiode bij sommige rassen al vroeg in het voorjaar begint en die van andere doorlopen tot in de late herfst. De oudere rassen kunnen slecht tegen regen, maar deze herstellen zich snel na een regenbui.
De soorten worden veel gebruikt in biologisch onderzoek, omdat de petunia's gemakkelijk te kweken en te bastaarderen zijn.

## Kweek
Petunia's hebben het liefst een natte bodem. Uitgebloeide bloemen worden best verwijderd, net zoals het stengeltje waaraan de bloem groeide. Hiermee voorkomt men dat de plant sneller verwelkt. Begin augustus kan men het stengeltje laten hangen en hieruit zaad winnen. Men wacht best tot de zaadknopjes open springen. Petunia's worden bij voorkeur in januari-februari (in een kas of serre) gezaaid. Vanaf mei, bij voorkeur na de IJsheiligen, kan men ze in de tuin zetten of in bloembakken en -potten. Het is mogelijk dat er bij het kweken ook planten met lichtere of donkerdere bloemen ontstaan. Deze nieuwe planten groeien sneller en het zaad is ook sneller rijp dan van de voorganger (als men die in de winkel heeft gekocht). Slechts ongeveer de helft van de zaden ontkiemt.